# Ligue des Nésiotes
Le koinon des Nésiotes ou Ligue des Nésiotes ou Confédération des Insulaires (grec ancien : τὸ κοινὸν τῶν νησιωτῶν) était une confédération regroupant les Cyclades fondée par Antigone le Borgne vers 314-313 av. J.-C., puis revitalisé par Rhodes au début du IIe siècle av. J.-C. Il aurait disparu à la suite du déclin de Rhodes après la bataille de Pydna (168 av. J.-C.).

## Création
La Ligue des Nésiotes fut créée sous l'égide d'Antigone le Borgne au cours des guerres des Diadoques dans le contexte de sa lutte contre le roi de Macédoine Cassandre et ses alliés, alors que la proclamation de Tyr de 315 proclamait le principe de la liberté des cités grecques de la tutelle macédonienne. Profitant de mouvements anti-macédoniens ou anti-athéniens (Athènes étant alors sous domination macédonienne indirecte), la flotte antigonide intervint dans l'Égée, libérant ainsi Délos de la tutelle athénienne en septembre 314. Le centre religieux était alors le sanctuaire d'Apollon à Délos. 

## Période lagide
La Ligue des Nésiotes passa de la domination des Antigonides à celle des Lagides entre 291 et 287 av. J.-C.. Le roi d'Égypte était alors représenté par un nésiarque.
Le koinon disparut peut-être vers 250 après les défaites de l'Égypte dans la seconde guerre syrienne contre les Séleucides et le recul de sa puissance navale. Une partie des îles passa alors sous domination macédonienne plus ou moins relative, dans un contexte général troublé (piraterie, guerres).

## Période rhodienne
S'il a persisté, l'existence du koinon est à nouveau attestée à partir des alentours de 200. Il était alors sous influence rhodienne, réorganisé cette fois autour de Tinos et de son sanctuaire renommé de Poséidon et Amphitrite, moins politiquement marqué que le sanctuaire d'Apollon sur Délos.